# 双泉镇 (大荔县)
双泉镇，是中华人民共和国陕西省渭南市大荔县下辖的一个乡镇级行政单位。

## 行政区划
双泉镇下辖以下地区：
双一村、双二村、西庄村、仁义村、西一村、西二村、东一村、东二村、恩施村、北石铁村、南龙池村、北龙池村、南太奇村、北太奇村、蔡庄村、相底村、东泉村和西泉村。